# Мартирология
Мартирологията (от на гръцки: μάρτυς – свидетел и на гръцки: μαρτύριον – доказателство) е агиографска и историческа дисциплина имаща за предмет представяне на пълния списък на мъчениците за вярата, или сборник с техни жития. В християнската църковна литература под мартирология се разбира сборката със сказания за живота на мъченици и светци, т.е. историята на мъчениците и мъченичеството.
Мартирологът е каталог или списък на мъченици и други светци и блажени, подредени в календарен ред по техните годишнини и отбелязвания на паметта. Местните мартирологии записват изключително светиите на поместната църква.
Мартиролог е приетото означение от Католическата църква, докато в Източноправославна църква най-близкият термален еквивалент на мартирологията е Синаксарията, и по-дългият от него Миней, като двете понятия са известния и като Менология.